# 164-80-3
164-80-3 — проєкт 9-поверхового гуртожитку на 408 місць цегляної 80-ї серії житлових будинків. Розроблений у 1968 році в ЦНДІЕП навчальних будівель (Москва), архітектори Г. Н. Лапір, В. Томчук, Ю. Мухіна, інженер Р. Шимаметов. Будувалися в усьому Радянському Союзі.

## Опис
9-поверхова прямокутна в плані будівля. 1-й поверх має прибудову побутових приміщень. План і фасади симетричні. Сторони мають по 7 кроків. На поверсі 16 двомісних кімнат по 11,2—12,5 м², збльокованих по 4. Туалети, балкони і кухні загальні. По 2 кухні на поверх по 8,7 м², мають балкони. Житлова площа 2574 м², корисна — 4307 м².

## Світлини

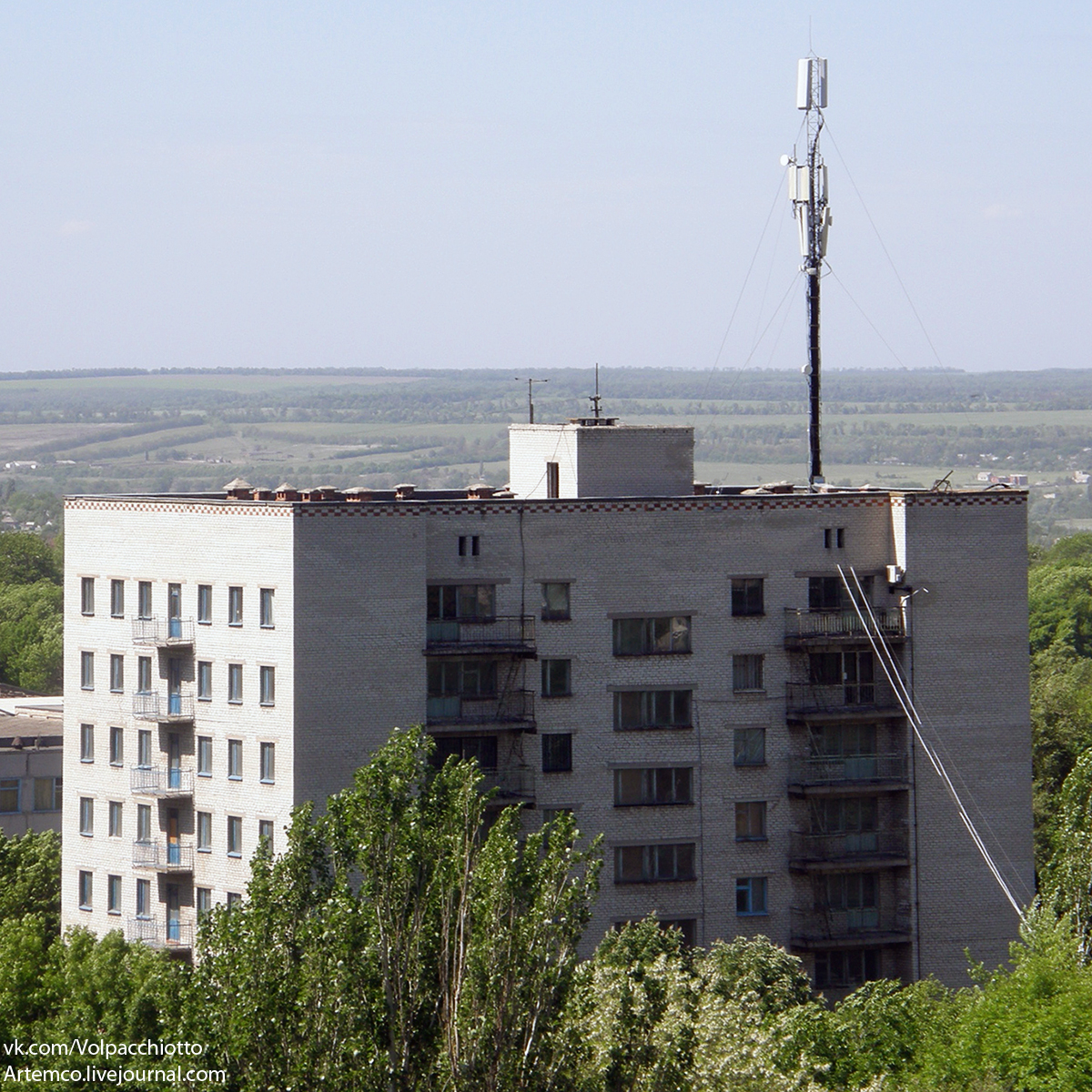
Краматорськ, гуртожиток ПТУ № 47, 1979 р.
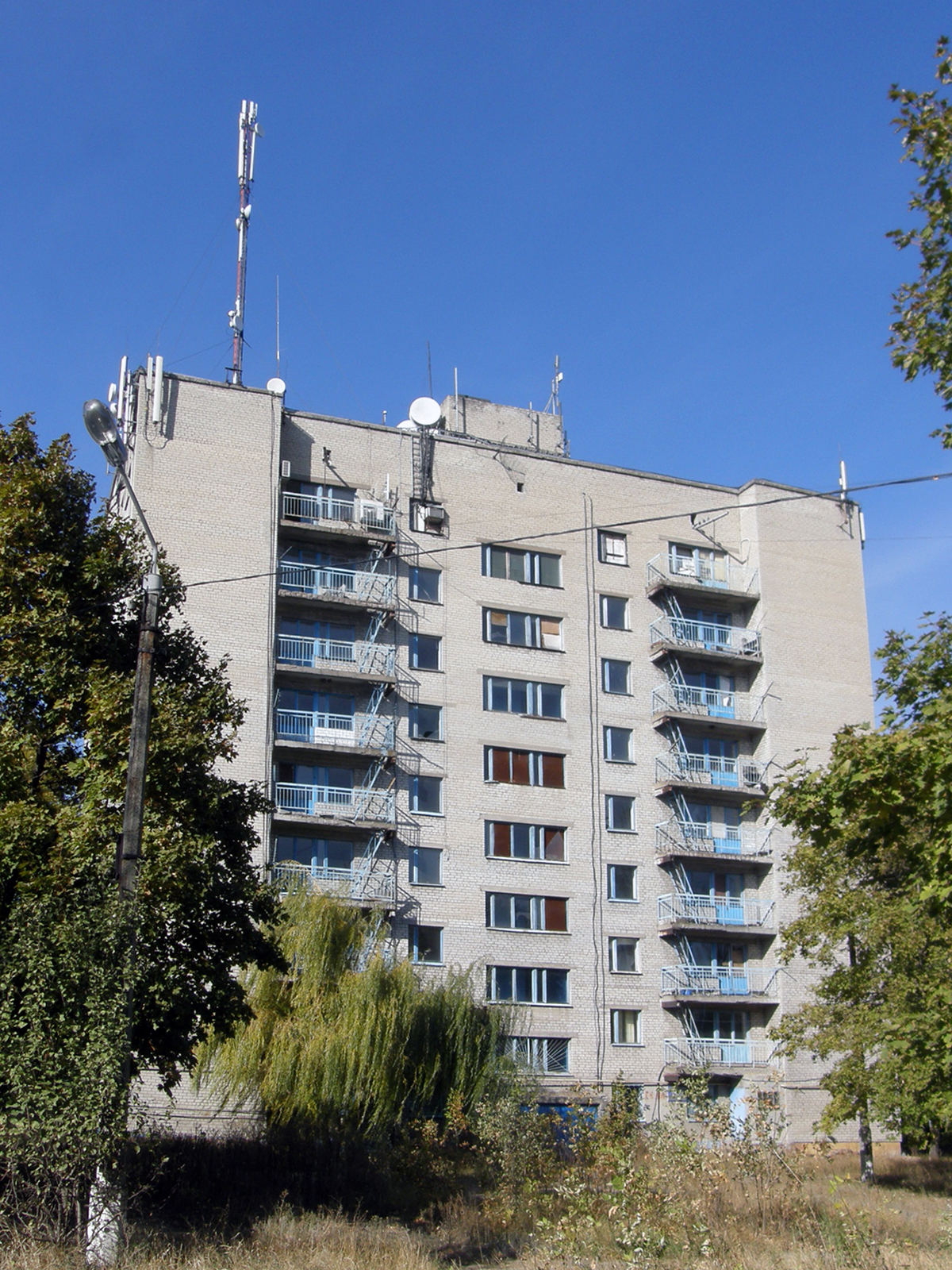
Краматорськ, гуртожиток в районі «Кондиціонер»
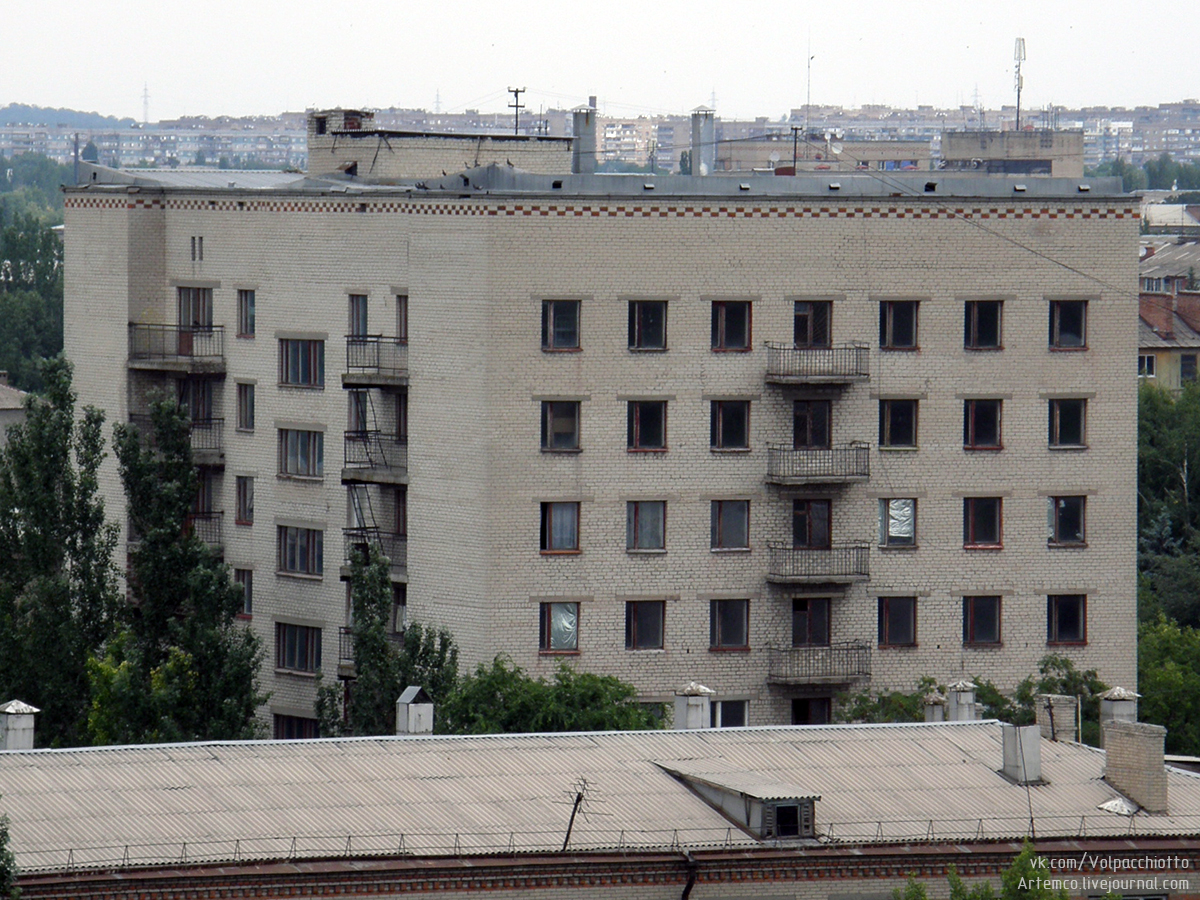
Краматорськ, гуртожиток ДДМА № 3
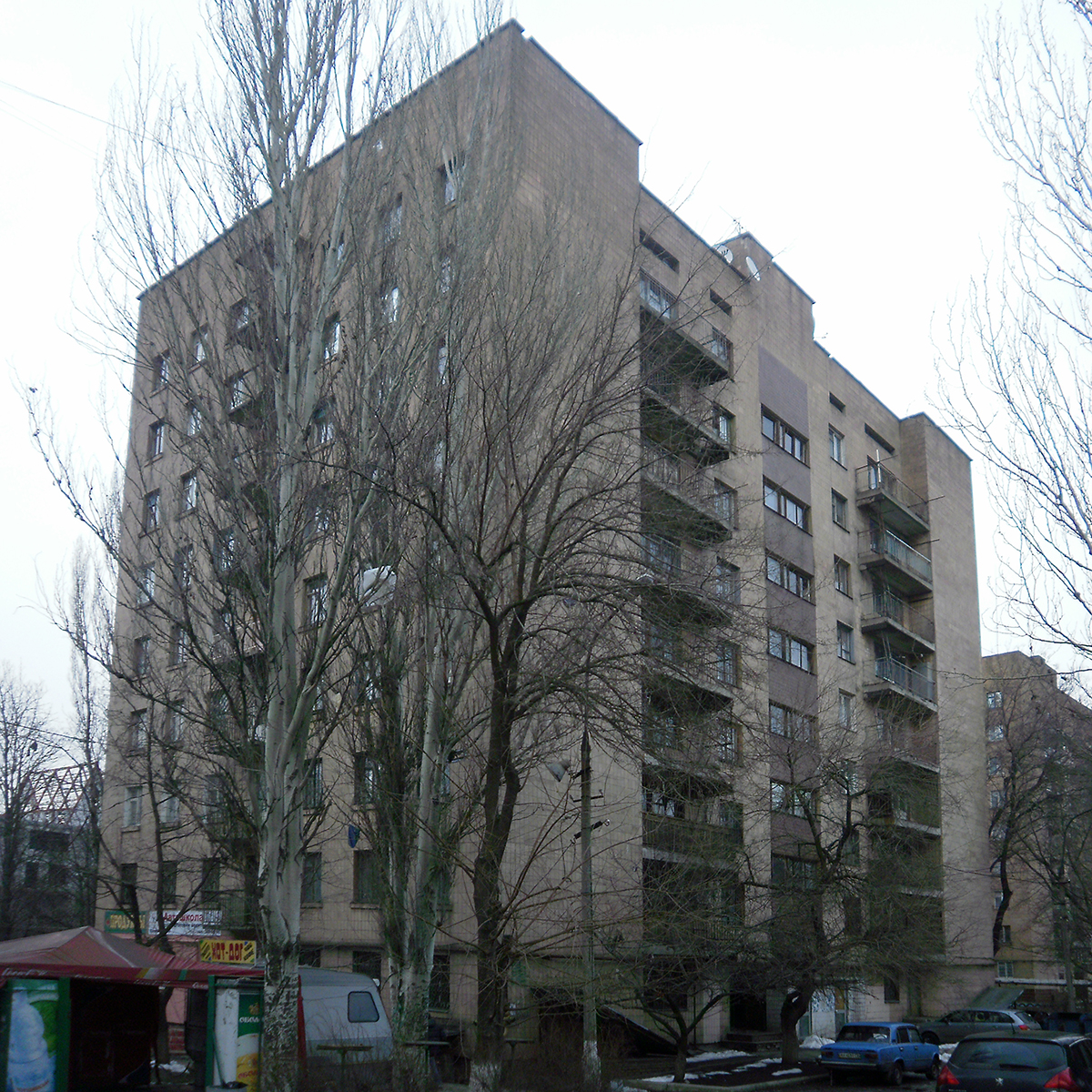
Донецьк, вул. Калузька, 10 – гуртожиток Донецького медичного університету
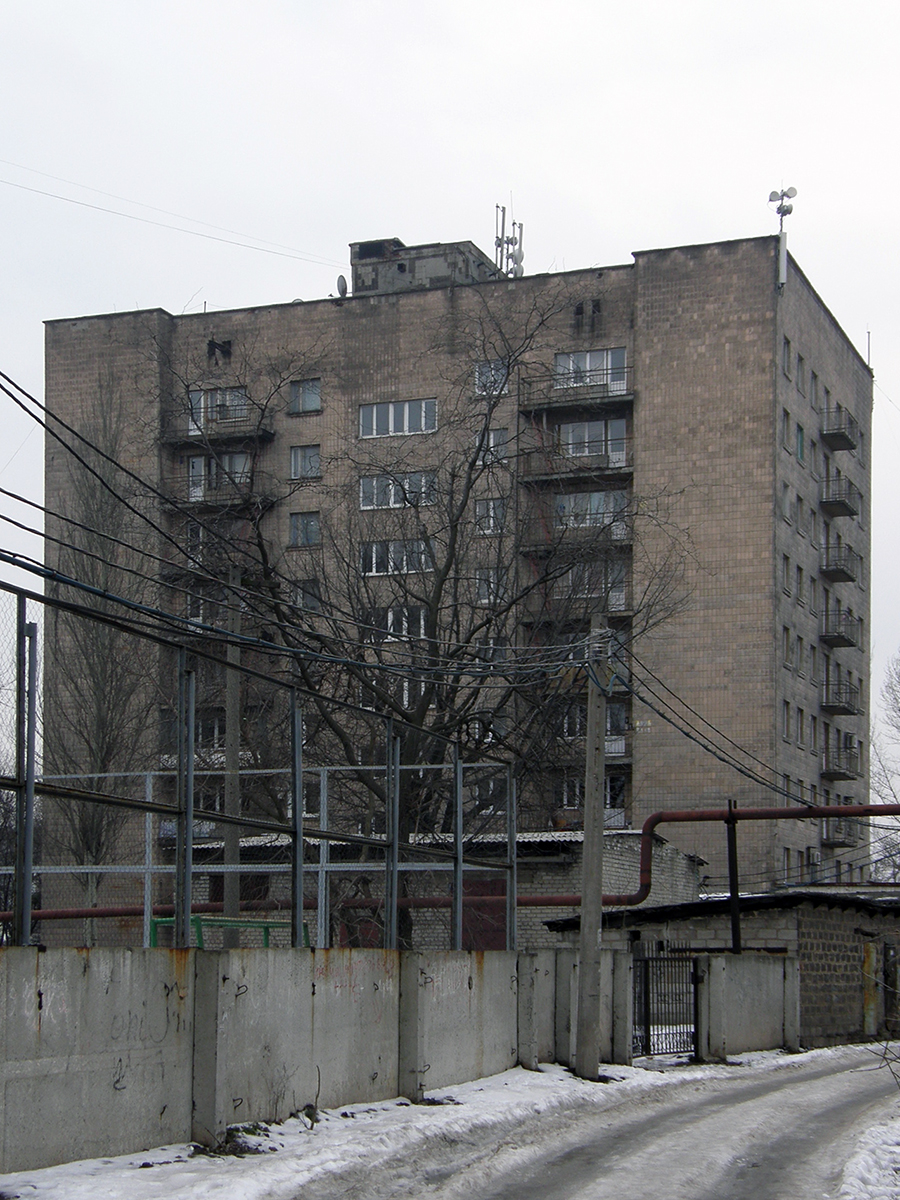
Донецьк, вул. Гірнича, 8 — гуртожиток Донецького інституту залізничного транспорту
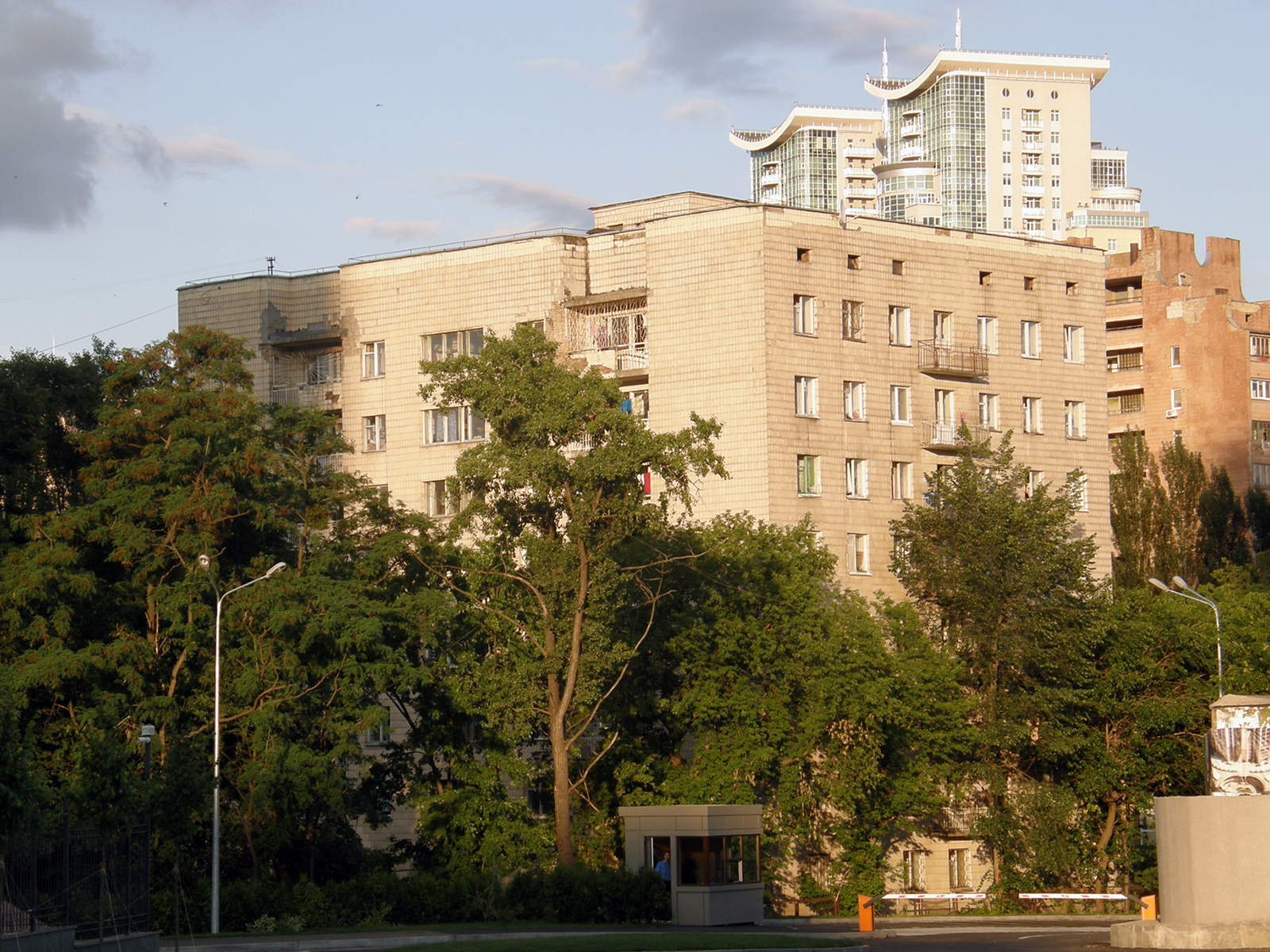
Київ, Звіринець, гуртожиток академії декоративно-прикладного мистецтва і дизайну ім. Бойчука
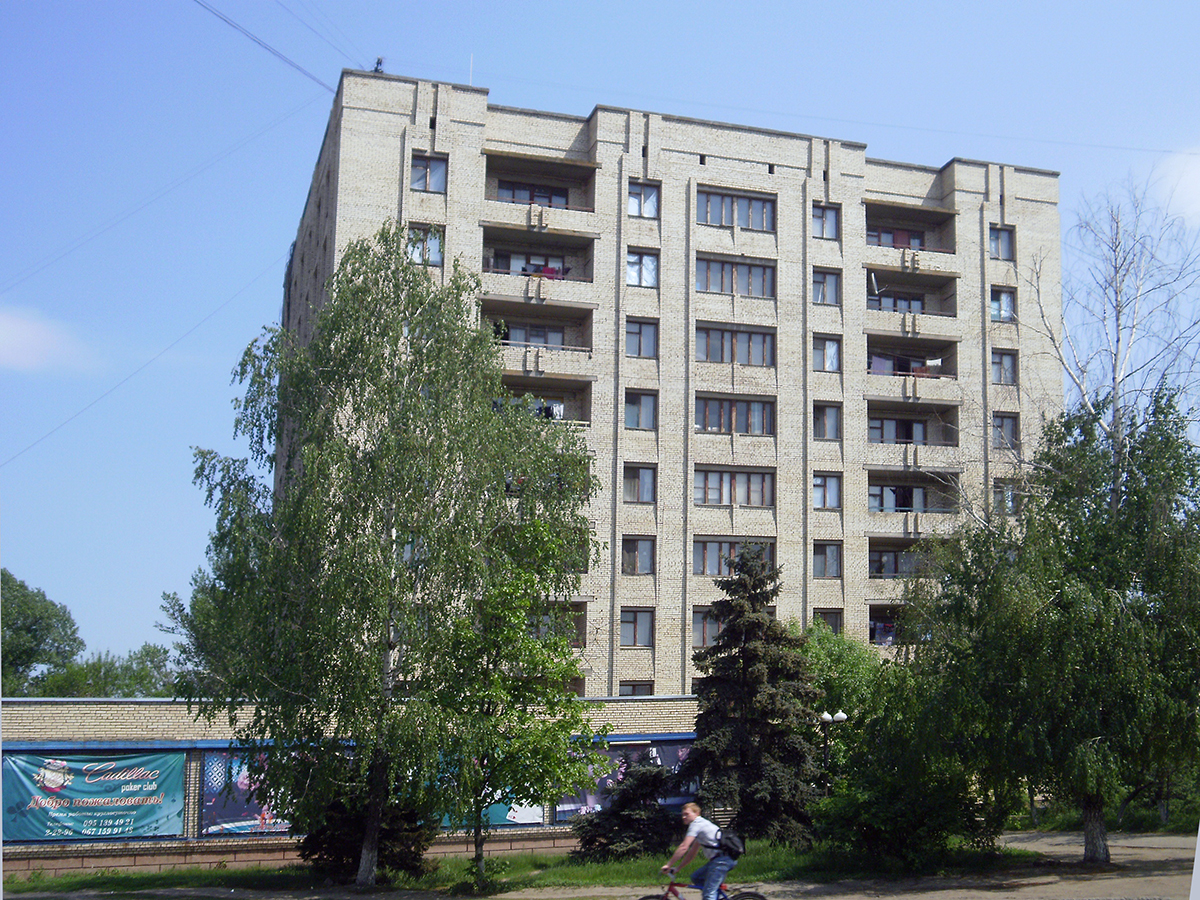
Слов'янськ, вул. Вчительська, 2 – гуртожиток ВНДІМетМаш
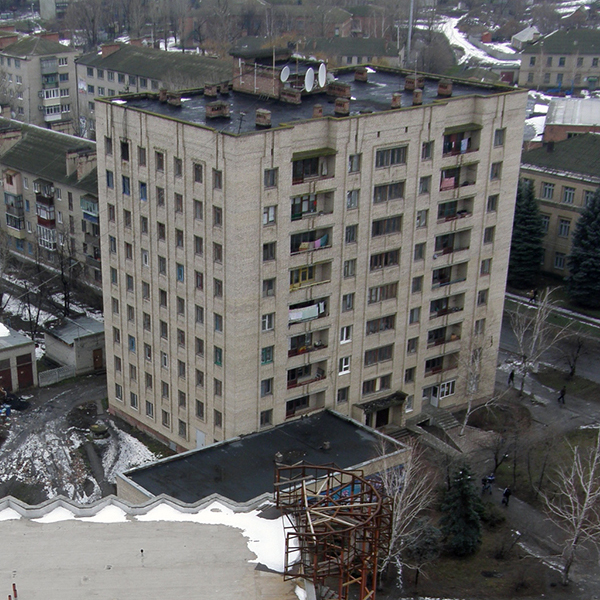
Слов'янськ, вул. Вчительська, 2 – гуртожиток ВНДІМетМаш
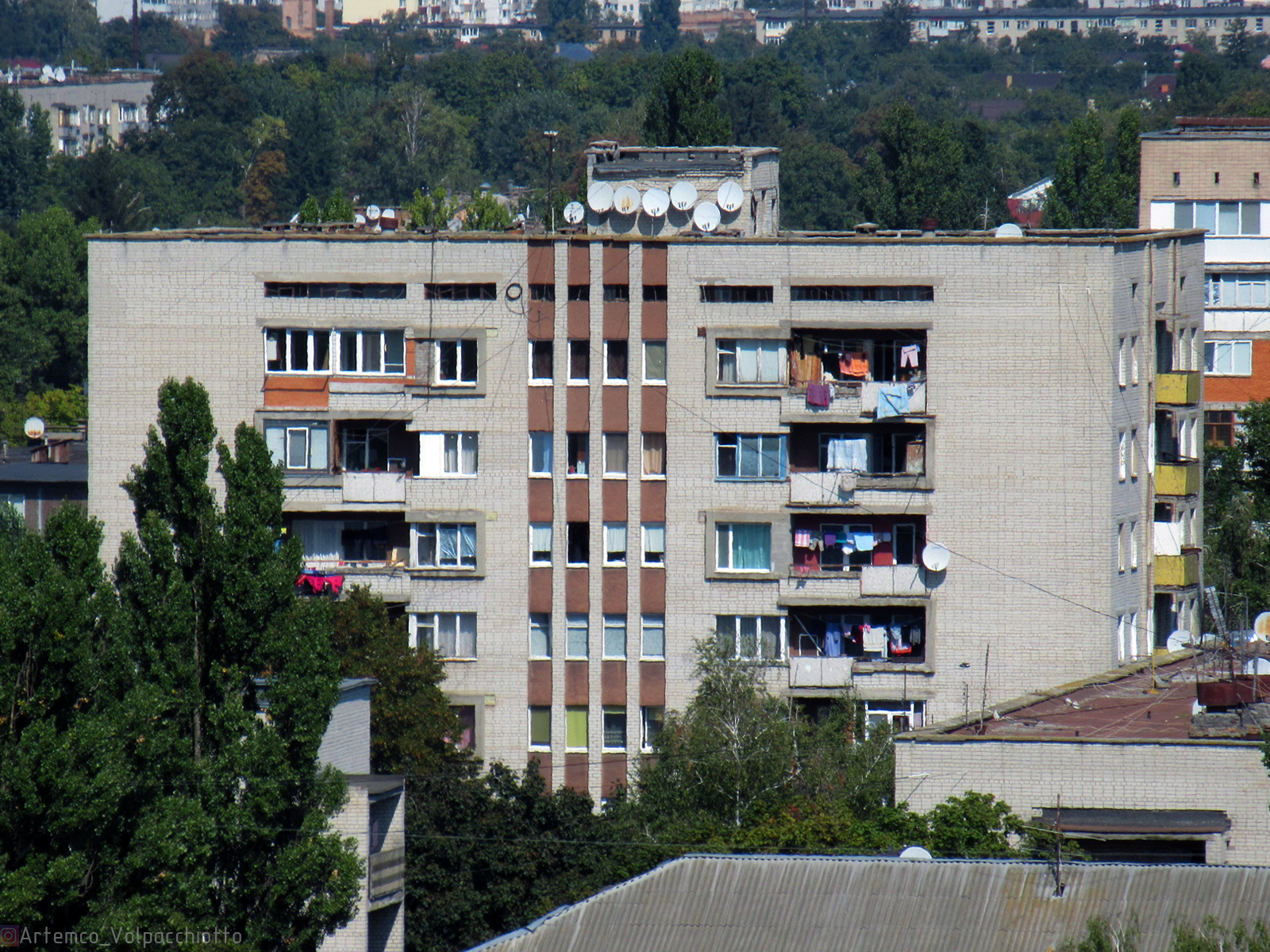
Черкаси, Хімселище, вул. Самійла Кішки, 189/1
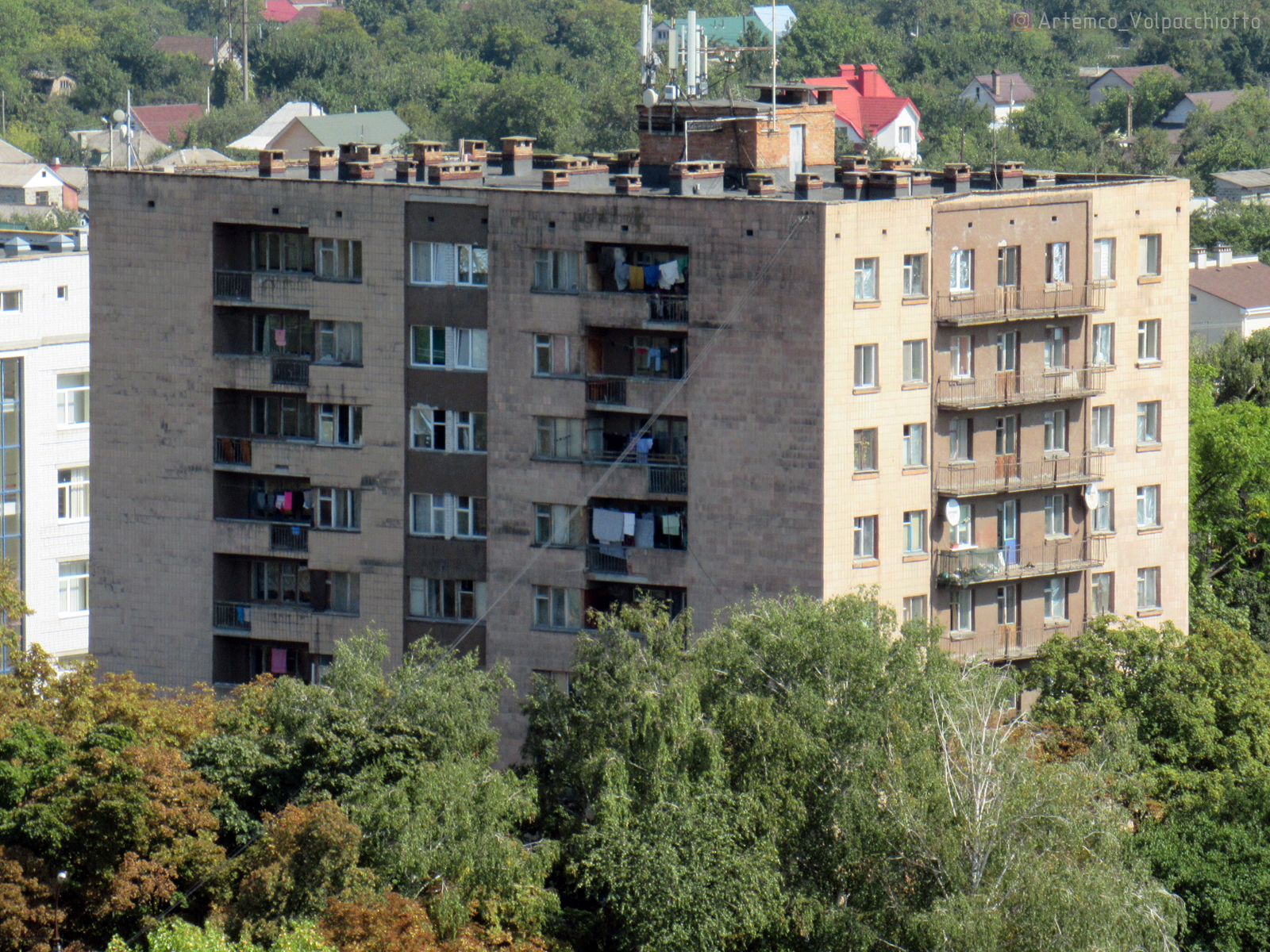
Черкаси, Хімселище, вул. Чорновола, 245/1 – гуртожиток «Романтик» корпорації «Укрбуд» ДЖПП «Житлосервіс», 1972 р.
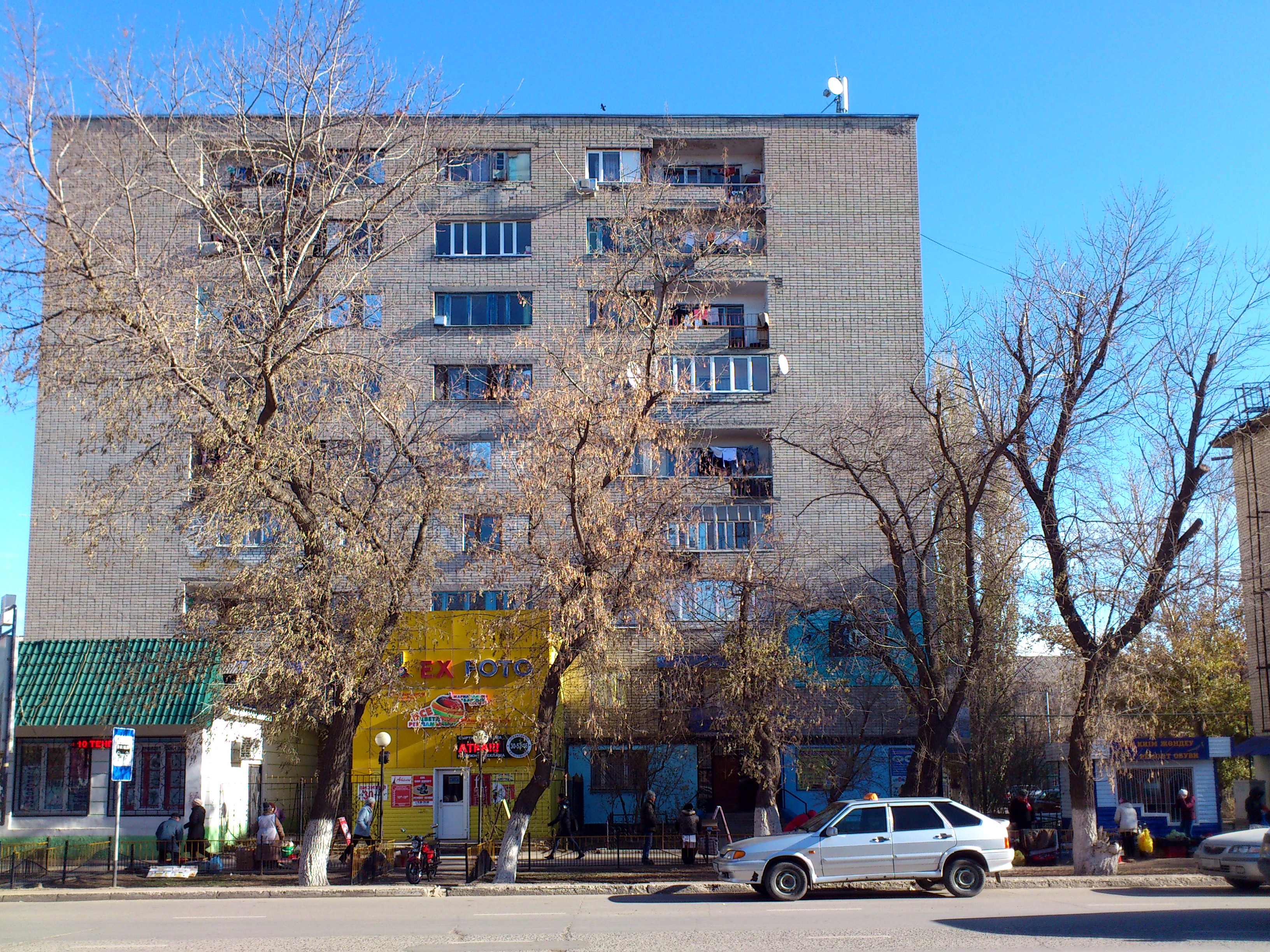
Казахстан, Орал, просп. Назарбаєва, 226